# 昆卡約克山
12°39′55″S 75°24′00″W / 12.66528°S 75.40000°W
昆卡約克山（Kunkayuq），是秘魯的山峰，位於該國中南部萬卡韋利卡大區，由萬卡韋利卡省的阿科班比亞區負責管轄，屬於瓊塔山脈的一部分，海拔高度5,000米。